# إدموندو ميركادو
إدموندو ميركادو هو لاعب كرة قدم فلبيني في مركز حراسة المرمى، ولد في 7 يونيو 1974. لعب مع Philippine Air Force F.C. ‏.

## وصلات خارجية
- إدموندو ميركادو على موقع الاتحاد الدولي (مؤرشف)  (الإنجليزية)
- إدموندو ميركادو على موقع قاعدة بيانات كرة القدم.إي يو (الإنجليزية)
- إدموندو ميركادو على موقع ناشيونال فوتبول تيمز (الإنجليزية)